# STS-400
إس تي إس-400 (بالإنجليزية: STS-400)‏ تسمية بعثة الطوارئ عند الحاجة، خطط أن تطلق لإنقاذ مكوك أتلانتيس والرواد المشاركين في بعثة إس تي إس-125 المتجهة إلى مرصد هابل الفضائي في رحلة الصيانة الأخيرة للمرصد في حال تعرض المكوك لضرر أو عطل لا يمكنة من العودة إلى الأرض بسلام، من خلال إرسال المكوك إنديفور للقيام بعملية الإنقاذ المطلوبة.
ولكون بعثة إس تي إس-125 كانت وجهتها مرصد هابل الفضائي وليس محطة الفضاء الدولية، كان من الصعب أن يتم إرسال بعثة إنقاذ من خلال بعثة الإنقاذ إس تي إس-3 إكس إكس، لعدم قدرة رواد المكوك من اللجوء إلى محطة الفضاء الدولية كمكان آمن، ولذلك خططت ناسا تجهيز هذه البعثة، لتسهيل عملية إعادة الرواد السبعة ضمن بعثة إس تي إس-125، خصوصاً أن المواد الاستهلاكية لا تكفي الرواد الموجودين ضمن البعثة لأكثر من ثلاثة أسابيع، تم تجهيز بعثة الإنقاذ هذه إس تي إس-400، لترسل بعد ثلاثة أيام عند الحاجة.